# Medosavka zlatokřídlá
Medosavka zlatokřídlá (Phylidonyris pyrrhopterus) je druh kystráčkovitého ptáka z rodu Phylidonyris, který obývá jihovýchodní Austrálii. Má dva poddruhy, nominátní a subspecii Phylidonyris p. halmaturinus, která se vyskytuje pouze na Klokaním ostrově a pohoří Mount Lofty. Samotný druh popsal John Latham v roce 1801.
Tento pták je nevýrazný, zbarvený převážně šedě nebo černě. Výrazné jsou pouze kontrastní žluté skvrny na křídlech a černé půlměsíce na hrudi, které jsou patrné u obou pohlaví. U tohoto druhu není vyvinut zřetelný pohlavní dimorfismus: samice bývají zbarveny spíše do hněda nebo jsou jen světle šedé. Mladí ptáci jsou podobní samičkám.
Samečci zpívají po celý rok, ale pouze, pokud nejsou zrovna v pohybu. Jen v době hnízdění zpívají i za letu. Medosavky zlatokřídlé vyhledávají hustou vegetaci, včetně alpinských typů vegetací. Živí se nektarem a bezobratlými živočichy. Co se hnízdění týče, pak bylo odhaleno, že ve většině případů hnízdí každý rok na stejném místě. Samičky staví hnízda samy a do něj následně snesou dvě až tři vejce. Mláďata se osamostatní do čtyřiceti dnů od snesení vajec.
Medosavky zlatokřídlé nemají příliš mnoho přirozených predátorů, avšak ptáčata jsou ohrožena kočkami, hady, ledňáky a flétňáky. Populace těchto ptáků jsou ale stálé a i proto přísluší tomuto druhu status málo dotčený (LC).

## Nomenklatura

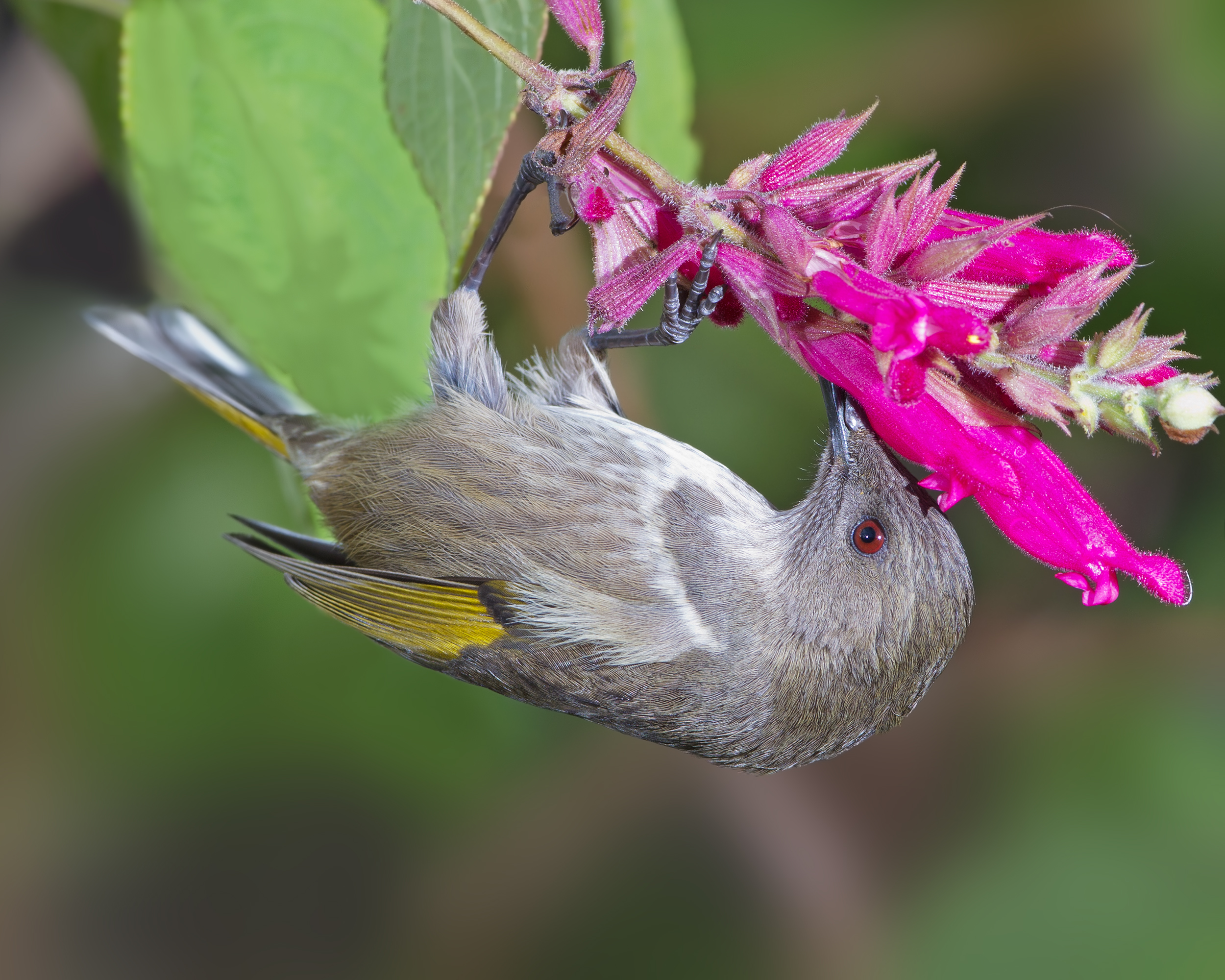
Samička medosavky zlatokřídlé v Tasmánii

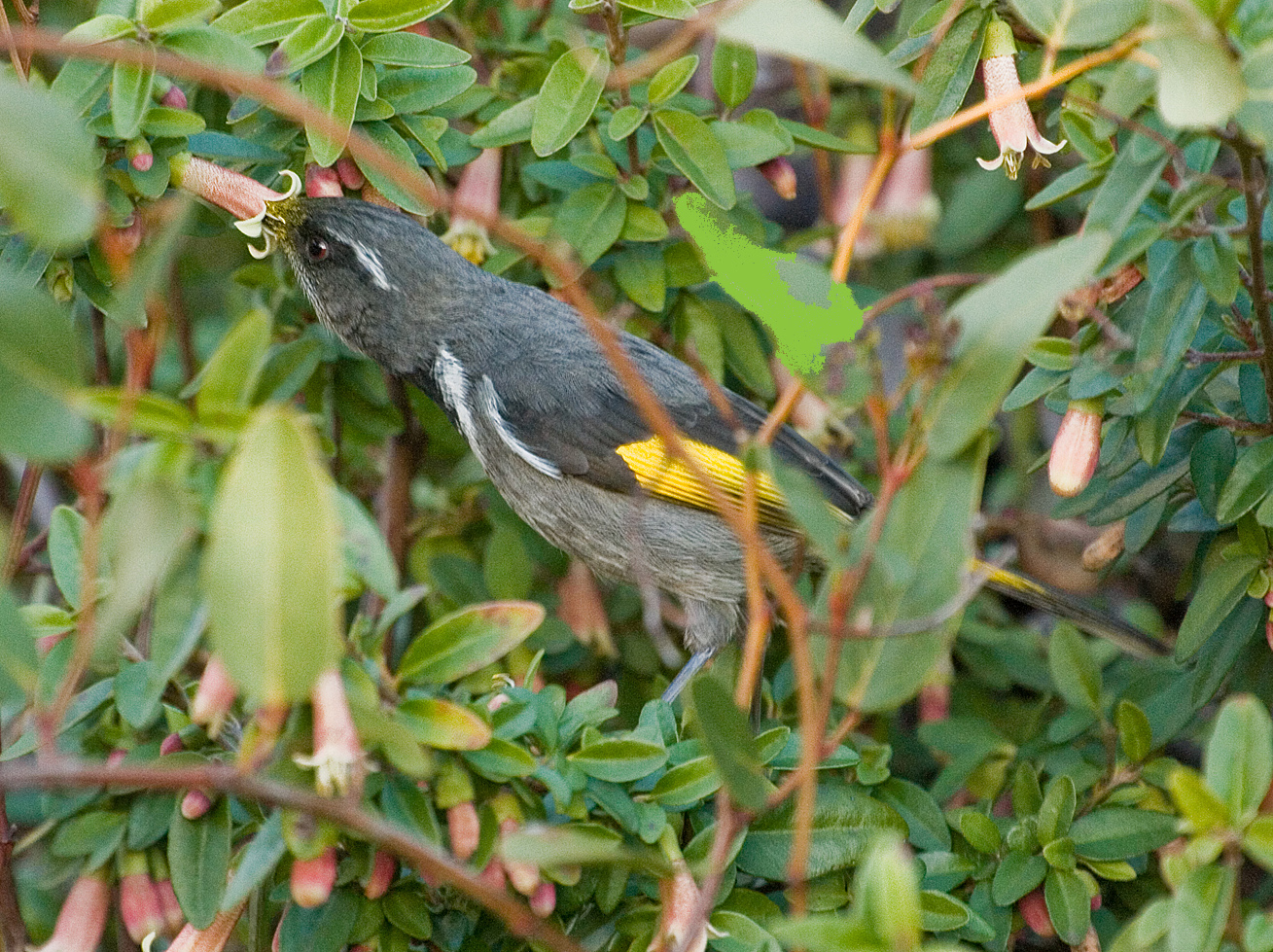
Krmící se sameček

Medosavku zlatokřídlou poprvé popsal John Latham roku 1801 jako Certhia pyrrhoptera, jelikož předpokládal, že jsou tito ptáci příbuzní šoupálkovitým ptákům. Roku 1812 byl druh přejmenován Georgem Shawem na Certhia australasiana. Roku 1817 Louis Jean Pierre Vieillot přejmenoval tyto ptáky na Melithreptus melanoleucus a v roce 1838 pak John Gould změnil název na Meliphaga inornata. Gould tohoto ptáka pojmenoval také jako Tasmanian honeyeater, tedy medosavka tasmánská. Později byl vytvořen i současný rodový název, jenž má kořen ve francouzském výrazu phylidonyre. Jedná se o kombinaci slov phyledon (označení pro medosavky) a Cinnyris (rod strdimilovitých ptáků, o kterých se předpokládalo, že jsou příbuzní medosavkám). Druhový název pyrrhopterus pochází z řečtiny, kde pyrrhos značí oheň a pteron je křídlo. Druh byl zapisován i jako Phylidonyris pyrrhoptera, avšak v roce 2001 byla provedena revize, která určila, že se jedná o název mužského rodu a správné je tedy Phylidonyris pyrrhopterus. Jsou uznávány dva poddruhy; nominátní Phylidonyris pyrrhopterus pyrrhopterus a poddruh Phylidonyris pyrrhopterus halmaturinus, který se ale vyskytuje pouze na Klokaním ostrově a pohoří Mount Lofty.
Studie DNA těchto ptáků ukázala, že jsou blízkými příbuznými medosavek žlutokřídlých (Phylidonyris novaehollandiae) a medosavek bělolících (Phylidonyris niger) a nyní tyto tři druhy dohromady tvoří rod Phylidonyris.

## Výskyt

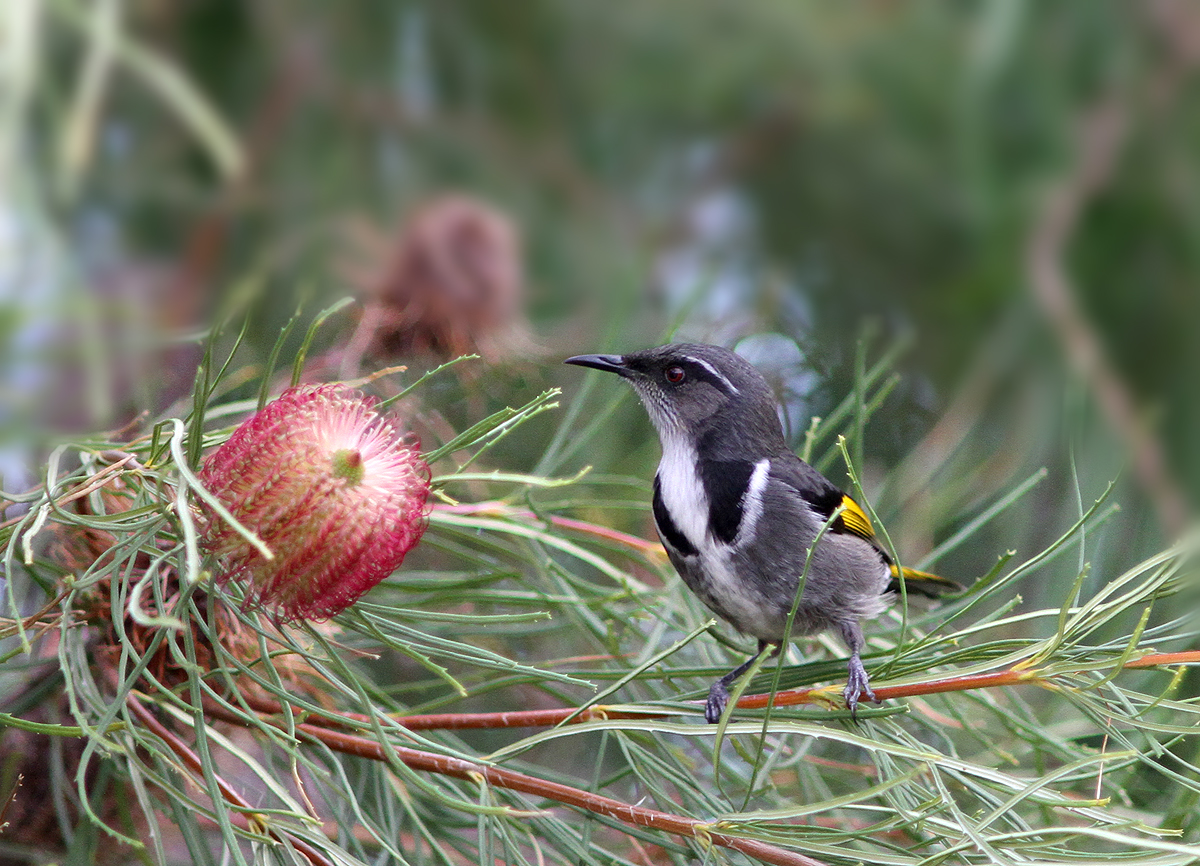
Jedinec z Tasmánie

Medosavka zlatokřídlá obývá jihovýchodní Austrálii a Tasmánii. V Novém Jižním Walesu žije například v oblasti Central Tablelands nebo jižně od Národního parku Dharug. Ve Victorii je tento druh rozšířen téměř po celé délce hranic s Novým Jižním Walesem, až k městu Wallan a poté dále na západ. Obývá celou Tasmánii, avšak severovýchodní části ostrova obývají jen menší skupinky. V pohoří Mount Lofty a na Klokaním ostrově byly zaznamenány izolované populace, které se mírně liší od „klasických“ medosavek zlatokřídlých. Tito mírně odlišní ptáci jsou bráni jako poddruh Phylidonyris p. halmaturinus. Drobné změny ve vzhledu pravděpodobně vznikly v reakci na změnu biotopu. Populace těchto ptáků je vysoká a neklesá, například v oblasti Boola Boola se nachází téměř 9 párů na jeden hektar lesa.
Medosavky prožijí většinu svého života v korunách stromů. Přestože obývají širokou škálu typů vegetace, od vřesovišť až po deštný prales nebo horské lesy, lze obecně říct, že vyhledávají hustou vegetaci. Obývají například i alpinské lesy. Vyhledávají též porosty eukalyptů, akácií černodřevých (Acacia melanoxylon), akácií sivozelených (Acacia dealbata) a rostlin rodů kasinie (Cassinia) a koreovka (Correa). Ve vyšších polohách pak obývají i jehličnaté stromy.
Medosavky zlatokřídlé nemigrují na dlouhé vzdálenosti, pouze do nižších poloh. O jejich migracích se toho příliš neví a dosud nebyly zkoumány. Je však známo, že v zimních měsících část populace migruje do poloh s nižší nadmořskou výškou, kde je zima snesitelnější. Většinou se přesouvají na pobřeží, jih Tasmánie nebo do městských parků a zahrad. Například v zimě se jedinci žijící v Modrých horách stěhují do Sydney.

## Popis
Medosavka zlatokřídlá je 14 až 17 cm dlouhý pták s rozpětím křídel 16 až 23 cm. Váží přibližně 16 g. Pohlavní dimorfismus je pouze mírný: samičky mají většinu těla zbarvenou do olivově hnědé. Samečci jsou tmavě šedí s jasnými žlutými pruhy na křídlech a černými půlměsíčky na hrudi, které jsou lemované slabým bílým proužkem. Mají též bílý proužek nad očima. Horní část ocasu je černá, avšak okraje peří mohou být lemovány žlutou barvou. Dolní partie samečků jsou světle šedé až bílé. Samičky jsou méně pestré, zbarvené spíše olivově hnědou barvou. Žluté pruhy na křídlech a černé půlměsíčky jsou méně výrazné. Obě pohlaví mají šedé nohy, červené oči a dlouhý černý zobák. Mladí jedinci se podobají spíše samičkám, ale mají tmavě šedé zobáky a hnědé oči. Zda je mladý jedinec sameček nebo samička lze rozlišit již sedm dnů po vylíhnutí, kdy mají samečci výraznější žlutý pruh na křídle. O přepeřování toho není příliš známo, avšak peří se jim mění mezi říjnem a dubnem.
Samečci obou poddruhů jsou téměř nerozeznatelní, avšak samice poddruhu P. p. halmaturinus jsou mírně světlejší, než samičky nominátního poddruhu. Zástupci poddruhu Phylidonyris p. halmaturinus mohou mít menší křídla a ocas a další zobáky. Populace na Klokaním ostrově má výrazně drobnější křídla než jedinci z pohoří Mount Lofty.

## Chování

### Rozmnožování

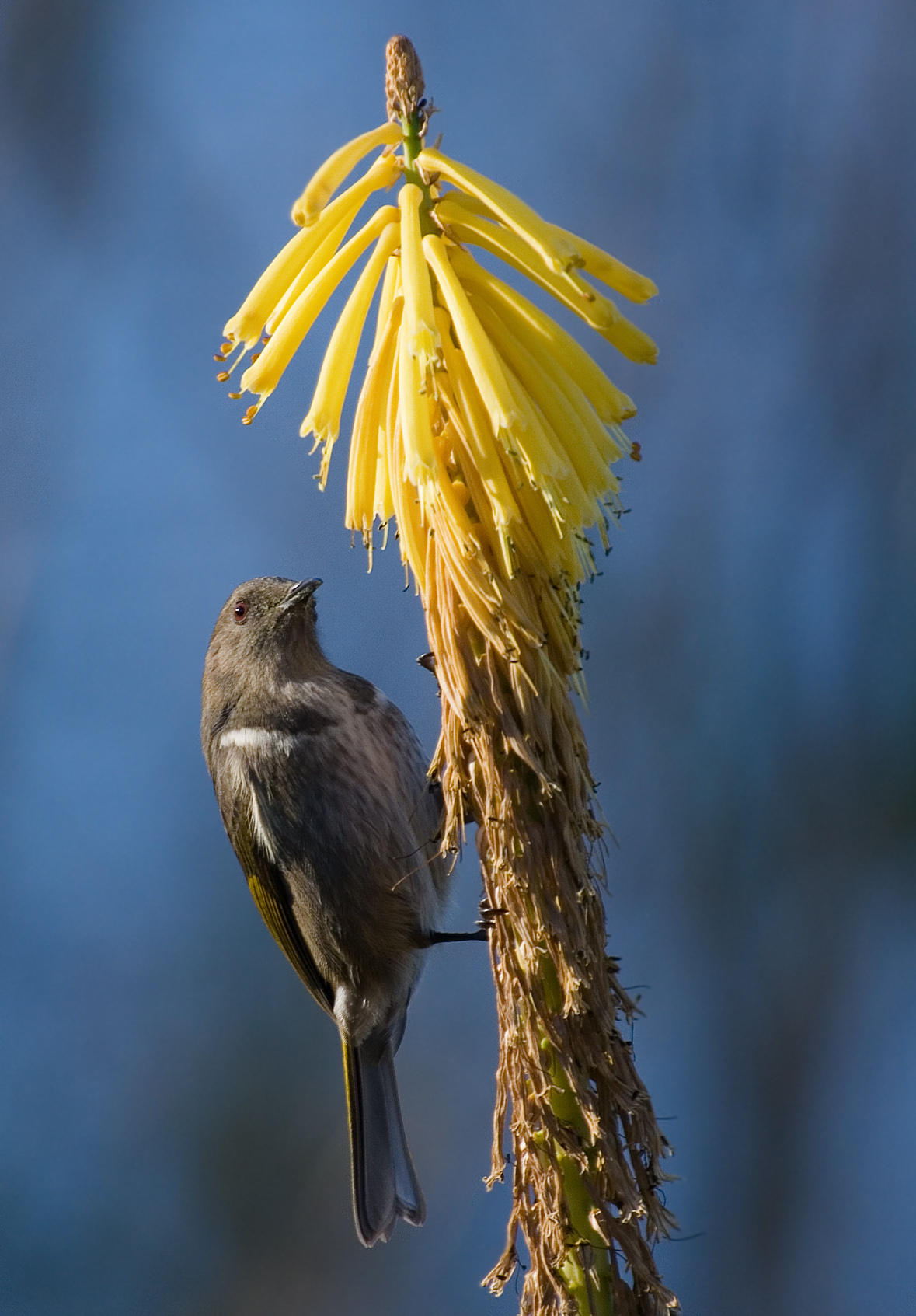
Samička při krmení

Medosavky zlatokřídlé hnízdí v období mezi červencem až březnem. Tvoří monogamní páry. Při námluvách samci poskakují po větvích, čechrají si peří a vydávají hlasité a vysoké zvuky. Páry vyhledávají pro hnízdění jedno a to samé místo po dobu několika let. Díky kroužkování byla například objevena samička, která první rok hnízdila na stejném místě, kde se vylíhla. O deset let později se na místo znovu vrátila a zahnízdila. Páry hnízdí většinou v ústraní od ostatních nebo v malých koloniích, kde jsou od sebe hnízda vzdálená alespoň 10 m.
Hnízdo staví samičky samy, většinou v blízkosti vody na spodních větvičkách keřů. Samotné hnízdo je ve tvaru šálku a stavěné je z větviček, trávy, kůry, mechu a kořínků. Samičky využívají například dlouhé kusy kůry z blahovičníků (Eucalyptus). Snůška činí dvě až tři, výjimečně i čtyři, vejce. Mají rozměry 19×15 mm a jsou světle růžové barvy. Mohou na nich být i kaštanově hnědé skvrnky. Po nakladení samička vejce sama zahřívá. Přibližně třináct dní po nakladení vajíček se vylíhnou ptáčata, která jsou krmena oběma rodiči. Ptáčata jsou krmena hmyzem, například mouchami. Za třináct dní od vylíhnutí se mláďata opeří. Ještě dva týdny po tom, co mladí opustí hnízdo, je krmí rodiče. Poté se však plně osamostatňují a opouští území rodičů, aby si našli vlastní teritorium a partnera. Zcela samostatní jsou ptáci tedy zhruba 40 dnů po vylítnutí.
Pokud je hnízdo ohroženo predátorem, například dravcem, medosavky zlatokřídlé mají taktiky, jak zachránit sebe i snůšku. Samička většinou zůstává sedět na vejcích a chrání je, zatímco sameček poletuje okolo a snaží se o odlákání dravce od hnízda. Další nebezpečí pro snůšku představují například pakobry páskované a další druhy hadů. Ty medosavky zlatokřídlé odhánějí společným klováním a hlasitými zvuky. Častým predátorem je i kočka domácí.

### Potrava
Medosavky zlatokřídlé prožijí většinu svého života v korunách stromů a podle toho vypadá i jejich strava: živí se převážně nektarem, ovocem, listím nebo květy a drobným hmyzem. Pozorování potvrzují, že se živí též medovicí od merovitých (Psyllidae), puklicovitých (Coccidae) a červcovitých (Eriococcidae). Největší část jejich potravy tvoří nektar, který vysávají z květů. Pokud se medosavky zlatokřídlé živí hmyzem, pak většinou loví za letu. Lov a krmení probíhá v párech nebo samostatně, avšak jsou zaznamenány i případy velkých skupin medosavek, které lovily a poté se krmily spolu. Studie v lesích nedaleko Hobartu (Tasmánie) ukázaly, že v době hnízdění se medosavky zlatokřídlé živí pouze hmyzem. Též bylo zjištěno, že v zimním období je pro ně nejpřednější nektar. Co se týče stromů, pak rády využívají k pasení blahovičník kulatoplodý (Eucalyptus globulus) a Grevillea victoriae. Vřesovcotvarý druh Astroloma conostephioides je u medosavek zlatokřídlých rovněž oblíbený; údajně na něm dokáží medosavky vysát až 34 květů za minutu. Dalšími oblíbenými rostlinami jsou pak banksie (Banksia sp.) a telopea (Telopea sp.). V lese Bondi byly medosavky zaznamenány při krmení na rostlinách Persoonia confertiflora, Lomatia ilicifolia, Oxylobium arborescens a Bursaria spinosa. Jedinci z Klokaního ostrova se nejčastěji krmí na rostlinách z rodu Adenanthos.

### Hlas
Medosavka zlatokřídlá může vydávat širokou škálu zvuků a melodií. Jedna ze studií zaznamenala poplašené volání medosavek zlatokřídlých, které se podobalo poplašnému volání medosavek žlutokřídlých. Tato melodie se skládá z ostrých jedno- nebo tříslabičných zvuků. Nejčastěji je ale slyšet krátké melodické volání. Samečci zpívají celý rok během dne, pokud zrovna nejsou v pohybu. Během letu zpívají jen v době hnízdění. Jejich píseň je velmi různorodá a tóny různě klesají a znovu stoupají. Když samička sedí na vejcích a sameček se nachází v blízkosti hnízda, „ohlásí se“ tichou melodií.

## Populace
Druhu medosavka zlatokřídlá je v současné době dle IUCN přiřazován status málo dotčený (LC). V 90. letech 20. století populace střídavě klesala a stoupala, avšak v současné době (k srpnu 2016) se zdá, že je populace medosavek stálá a četná. Největší hrozbu pro tyto ptáky představuje ničení jejich přirozeného prostředí, například alpinských lesů, ale také parazitární onemocnění, požáry a sucha. Migrace medosavek do měst výrazně zvyšuje šance nehod a predace ze strany domácích zvířat.